# Kommissarin Lucas – German Angst
German Angst ist ein Film des ZDF, der Teil der Serie Kommissarin Lucas ist. Thomas Berger führte Regie bei dem 2007 ausgestrahlten Fernsehfilm. In ihrem sechsten Fall bekommt es Kommissarin Lucas (Ulrike Kriener) mit Entführern zu tun, die die Abschiebung der Nigerianerin Lucy Arano (Lorraine Yakubu) erpressen wollen. Die sehr konservativ eingestellte Staatsanwältin Elisabeth Ronfeldt (Monika Bleibtreu) zeigt gewisse Sympathien für die Ziele der Entführer.
Das Drehbuch verfasste Thomas Berger zusammen mit dem Schriftsteller Friedrich Ani, auf dessen Romanvorlage die Geschichte basiert.

## Handlung
Natalia Horn, die Verlobte des Nigerianers Chris Arano, ist entführt worden. Seine Tochter Lucy wird von den Kriminalbeamten Boris Noethen und Stefan Deuter vernommen. Ganz unvermittelt verletzt sie Deuter, der ihr freundschaftlich die Hand auf die Schulter gelegt hatte, indem sie unbeherrscht auf ihn los geht. In einem Schreiben der Entführer, das mit „Aktion D“ unterzeichnet ist, wird die Abschiebung von Lucy innerhalb von drei Tagen gefordert, sonst müsse Natalia sterben. Auf Lucys Konto gehen 50 registrierte Straftaten: „Diebstahl, Erpressung, Körperverletzung; Lucy hat sich durch das gesamte Strafgesetzbuch geprügelt“, informiert die mit dem Fall betraute Kriminalhauptkommissarin Ellen Lucas ihre Kollegen. Erst vor einem Monat ist das Mädchen 14 geworden, war also zuvor strafunmündig. Nun muss sich Lucy wegen schwerer Körperverletzung verantworten, was ihre schon lange geforderte Ausweisung zur Folge haben könnte. Ein Versuch, mit der in Untersuchungshaft sitzenden Jugendlichen zu sprechen, scheitert daran, dass sie nicht ein Wort sagt.
Zusammen mit dem Kollegen Deuter sucht Lucas das letzte Opfer Lucys auf, den Schüler Paul Huber. Auf ihn hat sie mit einer Latte eingeschlagen, ihm das Jochbein zertrümmert, fast hätte er ein Auge verloren, und sein Gesicht musste an mehreren Stellen genäht werden. Der Junge sieht mitleiderregend aus. Eine Begegnung mit der ermittelnden Staatsanwältin Elisabeth Ronfeldt, die im Fall der Körperverletzung durch Lucy ermittelt, irritiert sowohl Lucas als auch Deuter, da ihren Worten zu entnehmen ist, was sie von Lucy hält.
Von Chris Arano erfahren die Beamten, dass seine Frau, Lucys Mutter, sich vor 4 Jahren umgebracht hat, weil sie es in Deutschland wohl nicht mehr ausgehalten habe. Lucas erfährt auch, dass Lucys Verhältnis zu Natalia nicht das beste war, eher im Gegenteil. Die Nachbarn, die befragt werden, ob sie etwas gesehen hätten, äußern sich in erster Linie über Lucy und zeigen wenig Verständnis, dass die Polizei da nicht härter durchgreift. Auch im Gespräch mit Elisabeth Ronfeldt bestätigt sich, dass auch sie der Meinung ist, dass Lucy seit Jahren die Menschen in ihrer Umgebung terrorisiere und der Staat, wie übrigens auch ihr Vater, hilflos zuschaue.
Eine Zeugenvernahme von Erwin Huber zeigt, wie verhärtet die Fronten in Bezug auf Lucy sind. Er giftet Lucas an, dass sein Sohn für sein Leben entstellt bleibe. Ganz unvermittelt erscheint Jürgen Barthel im Polizeigebäude und übergibt Klaus Linz in die Obhut der Polizei, indem er ausführt, das sei der Mann, der Natalia Horn entführt habe. Die Vereinigte Deutsche, zu der er gehöre, möchte, dass festgehalten wird, dass man die Entführung von Frau Horn aufs Schärfste verurteile. Lucas ist der Auffassung, dass die Männer aus der Situation ein Wahlkampfspektakel machen wollen. Klaus Linz wiederholt immer wieder, dass das Mädchen weg müsse, sie gehöre nicht hier her. Er sieht die Schuld für alles, was nun passiert, bei den Verantwortlichen, die Lucy nicht ausweisen. In einem unbeaufsichtigten Moment springt er aus dem Fenster in den Tod. Staatsanwältin Ronfeldt bemerkt, dass Natalia Horn nun nur noch eine Chance habe, Lucy Arano müsse das Land auf schnellstem Wege verlassen.
Lucas versucht erneut, mit Lucy ins Gespräch zu kommen. Sie erzählt ihr vom Tod ihres Vaters. Kurz darauf kommt es auf einer Pressekonferenz zu einem Eklat zwischen Deuter und Ronfeldt, woraufhin Lucas keine andere Möglichkeit sieht, als ihren Mitarbeiter von dem Fall abzuziehen. In einem Gespräch mit Chris Arano erfährt die Kommissarin, dass die Staatsanwältin ihm nahegelegt habe, zusammen mit seiner Tochter das Land zu verlassen. Lucas glaubt, dass Erwin Huber in den Fall verwickelt ist. Die Kommissarin setzt sich dafür ein, eine Flucht Lucys zu fingieren. Damit könne man das gestellte Ultimatum aushebeln. Ein für alle Beteiligten gefährliches Unternehmen nimmt seinen Lauf an dessen Ende Lucas Lucy bei sich versteckt. Sie kann kommt allerdings bei dem Mädchen keinen Schritt weiter.
Die Zeit läuft ihr davon. Der von Deuter ausfindig gemachte Holger Bach-Rommel, der ehemals der rechten Szene angehörte, gibt einen Hinweis auf den Mann, der den Entführerbrief auf einer alten Adler-Schreibmaschine geschrieben haben muss. Zur großen Überraschung seiner Kollegen identifiziert Bach den Polizisten Rudi Benz als denjenigen, der die Schreibmaschine erworben hat. Bach bleibt allerdings verstockt, egal was Lucas sagt. Kurz darauf kommt es auf dem Gelände des Polizeigebäudes zu einem bösen Zwischenfall, als Benz und Arano aufeinanderprallen und der Nigerianer die Frau des Polizisten in Lebensgefahr bringt, sodass dieser endlich verrät, wo man Natalia Horn versteckt hat. Man findet sie in erbärmlichem Zustand, aber lebend. „Schauen Sie genau hin“, meint Lucas mit Blick auf die Frau, „das können Sie nie wieder gut machen“.

## Produktion

### Produktionsnotizen, Veröffentlichung
Produziert wurde der Film von der Olga Film GmbH. German Angst wurde in Regensburg und Umgebung gedreht.
Der Film wurde am 29. September 2007 zur Hauptsendezeit im ZDF erstausgestrahlt.
Die Folge wurde am 12. August 2016 vom Studio Hamburg Enterprises auf DVD herausgegeben zusammen mit fünf weiteren Fällen der Serie.

### Privates der Kommissare
Deuter fällt auf, dass Lucas nach der Rückkehr aus ihrem erbetenen Kurzurlaub auffallend zurückhaltend reagiert, wenn er sie danach fragt. Als Boris Noethen, Ellens unmittelbarer Vorgesetzter, sie wissen lässt, dass er gern eine private Beziehung mit ihr aufbauen würde (beide haben in einer Folge zuvor miteinander geschlafen), auch wenn jeder viel mit sich rumschleppe, er seine Exfrau und die Kinder und Ellen ihren verstorbenen Mann Paul, erwidert sie ganz unvermittelt, dass ihr Vater gestorben sei, das sei der Grund für ihre Abwesenheit gewesen. Eigentlich wisse er gar nichts von ihr, sinniert Boris. Am Ende der Folge taucht Ellens Schwester Rike bei ihr auf und will erst einmal bleiben.

## Nachbetrachtung
Die einzelnen Folgen der Serie sollen politische und gesellschaftliche Problem aufgreifen. So stehen bei German Angst die Themen Jugendkriminalität und Rechtsextremismus im Mittelpunkt angelehnt an den früheren Serienstraftäter Mehmet. Ulrike Kriener sprach sich in einem Interview darüber aus, dass sie gerade solch aktuelle Aspekte in Krimis gut finde, „Themen, die Zeit und Raum bräuchten, in einem Fernsehspiel abgehandelt zu werden, werden heute nur noch in Krimis behandelt“ kritisierte sie und äußerte weiter, dass die Serie „nicht nur den allgemeinen Mord um die Ecke“ zeige, sondern sich „in Graubereiche vorwage“. „Die Regensburger Altstadt mit ihrem mittelalterlichen romantischen Ambiente“ stehe damit „im Kontrast zu Brutalität, Ungerechtigkeit und Tragödien“, die sich in den Filmen abspielen, äußerte Anke Engelke, die ab der sechsten Folge als Schwester der Kommissarin in die Serie einstiegen ist. Sie habe die Drehbücher vorher nicht gelesen, sondern habe allein wegen Ulrike Kriener zugesagt und sei sich sicher gewesen, dass sie eine gute Rolle in der Serie bekomme.

## Kritik
TV Spielfilm urteilte: „Thomas Berger verwandelt Friedrich Anis Roman in einen hintersinnigen Film über Verantwortung, politische Stellungnahme und staatliche Verfahren. Einziges Manko: die etwas zu sachlichen Dialoge. […] Angst? Vorm Fremden? Ausländerhass trifft's!!.“
Rainer Tittelbach von tittelbach.tv war der Ansicht, dass diese Folge „ein schwerer Brocken“ sei. Thomas Berger habe „einen straighten, einerseits sehr deutschen, andererseits sehr amerikanischen Krimi“ daraus gemacht. Weiter hieß es: „Es geht in diesem Film um persönliche Verantwortung und eine politische Stellungnahme, die jeder Einzelne treffen muss, auch jeder Polizist. Es ist schon etwas deutsch, etwas kantig, aber eben gerade deshalb auch sehr Lucas-like, wie hier das Thema diskutiert wird. Dagegen haben Look, Handlungsdichte, Tempo, dramatische Wendungen und suggestiver Erzählstil von ‚German Angst‘ eher etwas Amerikanisches an sich.“
Kino.de befand, dass der Film interessant dadurch werde, „weil die Ordnungshüter nach und nach Farbe bekennen [müssen]: Nicht bloß klammheimlich, sondern schließlich ganz offen plädieren sie ebenfalls für eine Abschiebung“. Weiter hieß es, dass der Film „für einen Samstagskrimi stellenweise recht kunstvoll ausgefallen“ sei. Gelobt wurde auch die Rahmenhandlung: „Nach dem Tod ihres Vaters muss sich die Kommissarin um ihre offenbar leicht schräge Schwester (Anke Engelke) kümmern; das verspricht Potenzial für die weiteren Filme.“